# تيد مور
تيد مور (بالإنجليزية: Ted Moore)‏ هو مصور سينمائي ومشغل كاميرا جنوب أفريقي، ولد في 7 أغسطس 1914 في جنوب أفريقيا، وتوفي في 1987 في المملكة المتحدة.

## وصلات خارجية
- تيد مور على موقع IMDb (الإنجليزية)
- تيد مور على موقع ألو سيني (الفرنسية)
- تيد مور على موقع أول موفي (الإنجليزية)
- تيد مور على موقع قاعدة بيانات الأفلام السويدية (السويدية)
- تيد مور على موقع قاعدة بيانات الفيلم (الإنجليزية)
- تيد مور على موقع كينوبويسك (الروسية)